# Den Suhrske Stiftelse
Den Suhrske Stiftelse er oprettet 1859 af grosserer Johannes Theodorus Suhr til gavn for slægten Suhr. Han havde ingen efterkommere i sit ægteskab med Caroline Falch og bestemte, at en stor del af hans formue skulle båndlægges i en stiftelse, fortrinsvis i form af fast ejendom.
Den Suhrske Stiftelse består af to afdelinger. Første afdeling er Etatsråd Johannes Theodorus Suhrs og Hustru Caroline Falch's Familiestiftelse, som er en erhvervsdrivende fond. Fondens indtægter anvendes til uddeling af legatportioner til og på anden måde til gavn for efterkommere af Johannes Theodorus Suhrs forældre, grosserer Ole Bernt Suhr og hustru Dorothea Beckman. Legater kan kun søges af personer, der er beslægtede med testator.
Anden afdeling udgøres af Etatsråd Johannes Theodorus Suhrs og Hustru Caroline Falch's Fond til fordel for efterkommere af Anna Elisabeth Dorthea Meincke, f. Falch (søster til Caroline Falch), og til fordel for visse pårørende til borgerrepræsentanter, magistratsmedlemmer og dommere i København samt medlemmer af Folketinget.
Hertil kommer Etatsråd Suhrs og Hustrus Legat til Udlån til trængende Professionister (Den Suhrske Stiftelses Håndværkerlegat) og Pastor C. E. Suhrs og Hustrus Legat for ugifte Præstedøtre. Pastor C.E. Suhr var broder til Johannes Theodorus Suhr.
I 2003 rådede stiftelsen over en kapital på ca. 180 mio. kr.
Stiftelsen har til huse i Suhrs Gård på Gammeltorv i København.

## Direktører
- 1860-1861: P.G. Bang, højesteretsjustitiarius
- 1861-1885: H.A. Mollerup, højesteretsassessor
- 1885-1904: P.C.N. Buch, højesteretsjustitiarius
- 1904-1909: Jonas Poulsen, højesteretsassessor
- 1909-1910: A.P. Grüner, højesteretsassessor
- 1910-1917: A.F. Lütken, højesteretsassessor
- 1917-1933: R.S. Gram, højesteretspræsident
- 1933-1947: Julius Møller, højesteretsdommer
- 1947-1962: Ove Krarup, højesteretsdommer
- 1962-1971: Aage Lorenzen, højesteretspræsident
- 1971-1972: Louis le Maire, højesteretsdommer
- 1972-1977: Frants Thygesen, højesteretsdommer
- 1977-1993: Peter Christensen, højesteretspræsident
- 1993-2002: Jørgen Nørgaard, højesteretsdommer
- 2003-2006: Peter Møgelvang-Hansen, professor
- 2007-2008: Mogens Gaarden, advokat
- 2009-: Stig Bigaard, Advokat

## Familieudpegede direktører
- 1859-1879: Carl Emil Suhr
- 1859-1875: Ole Bernt Suhr
- 1859-1874: M.A. d'Origny
- 1874-1891: Frederik Suhr
- 1875-1888: Johannes Theodor Suhr, Rosengaard
- 1879-1896: Julius Holmblad
- 1888-1891: F.F. Adsersen
- 1891-1932: Theodor Suhr, Nyborg
- 1891-1939: L.A. Madsen
- 1896-1909: J.P. Bech
- 1909-1920: Johannes Theodor Suhr, Rosengaard
- 1920-1940: Aug. Villads Bech
- 1932-1955: Henrik Gamst Suhr
- 1939-1973: L.Th.S. Madsen
- 1940-1962: Jens Juel, Petersgaard
- 1956-1976: Edward Suhr
- 1962-1978: Tage Brammer
- 1973-2002: Nils Teisen
- 1976-2005: William Malling
- 1978-: Elsebeth Koefoed
- 2002-: Peter Suhr-Jessen
- 2005-: Niels Christian Engelsborg Voss